# Paul Baehr
Paul Baehr (* 26. September 1855 in Thorn, Westpreußen; † 1. August 1929 in Bad Oeynhausen) war ein deutscher Schriftsteller und Kommunalpolitiker.

## Leben

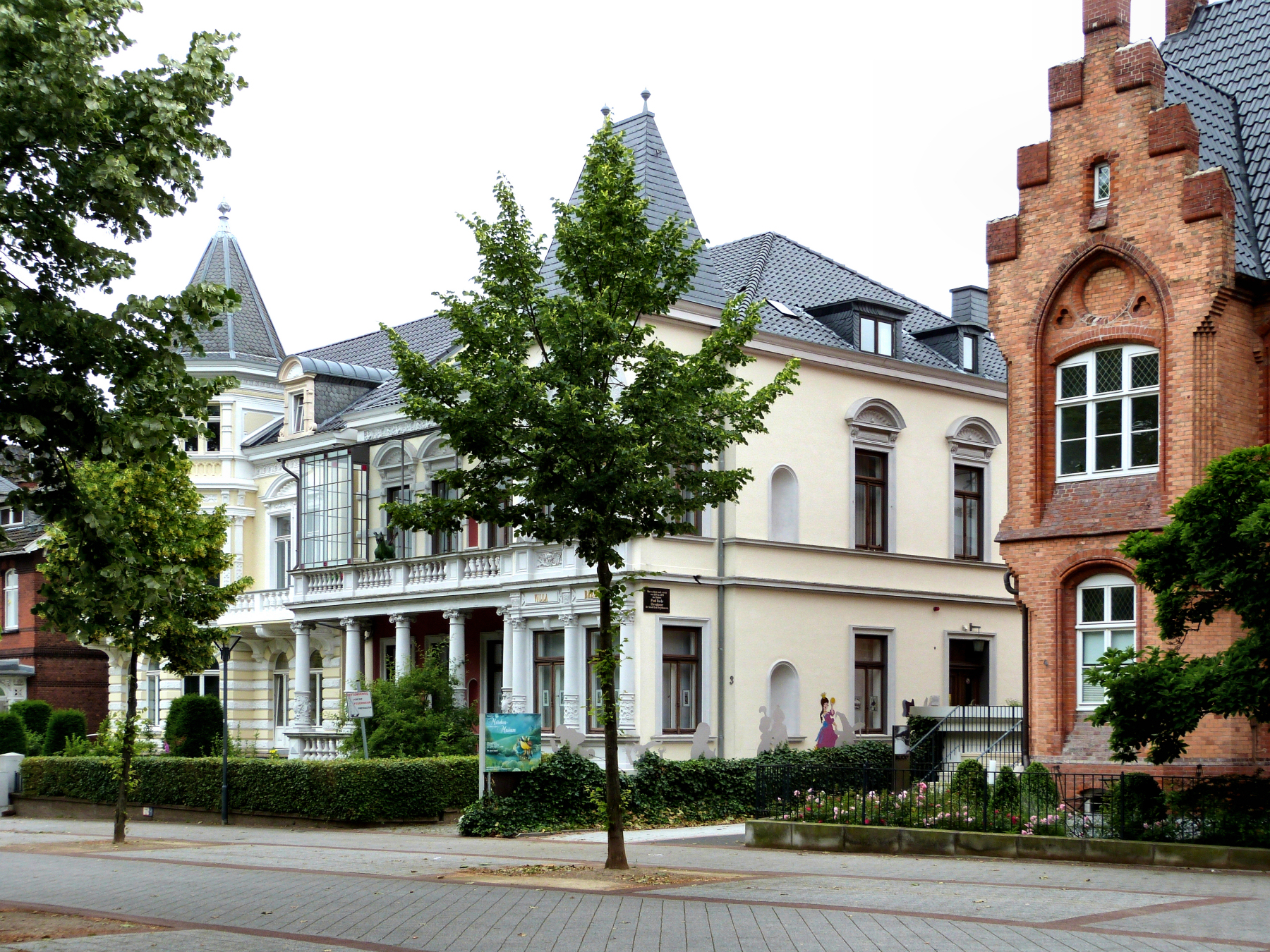
Wohnhaus von Paul Baehr (mit Gedenktafel), heute Deutsches Märchen- und Wesersagenmuseum

Paul Baehr wurde am 26. September 1855 als Sohn eines Fabrikanten in Thorn geboren. Nach dem Besuch des Gymnasiums in Thorn, Berlin und Spandau trat er 1876 ins preußische Militär ein, wo er 1878 Offizier wurde. Nach einer unfallbedingten Verletzung wurde er dienstunfähig und schied bereits 1881 als Leutnant aus dem Militärdienst aus.
1883 siedelte er nach Bad Oeynhausen über, wo er als Schriftsteller lebte. Insbesondere seine Lyrik fand damals große Beachtung. Anfang des 20. Jahrhunderts gehörte Baehr zu den meistvertonten deutschen Dichtern; es erschienen über 200 Kompositionen zu seinen Liedern. Von Bedeutung ist auch die von ihm geschriebene erste Chronik der Stadt Bad Oeynhausen.
Seit 1900 war er Mitglied der Stadtverordnetenversammlung von Bad Oeynhausen und seit 1903 deren Vorsteher. Von 1908 bis 1922 war er als Beigeordneter gleichzeitig Zweiter Bürgermeister der Stadt. Nach dem Ersten Weltkrieg trat er der Deutschen Volkspartei bei, er blieb ein überzeugter Monarchist. 1928 zog er sich aus allen Ämtern zurück. Er starb am 1. August 1929 dreiundsiebzigjährig in Bad Oeynhausen. In seiner am Kurpark gelegenen Villa („Villa Baehr“), die er der Stadt Bad Oeynhausen vermachte, befindet sich seit 1973 das Deutsche Märchen- und Wesersagenmuseum.

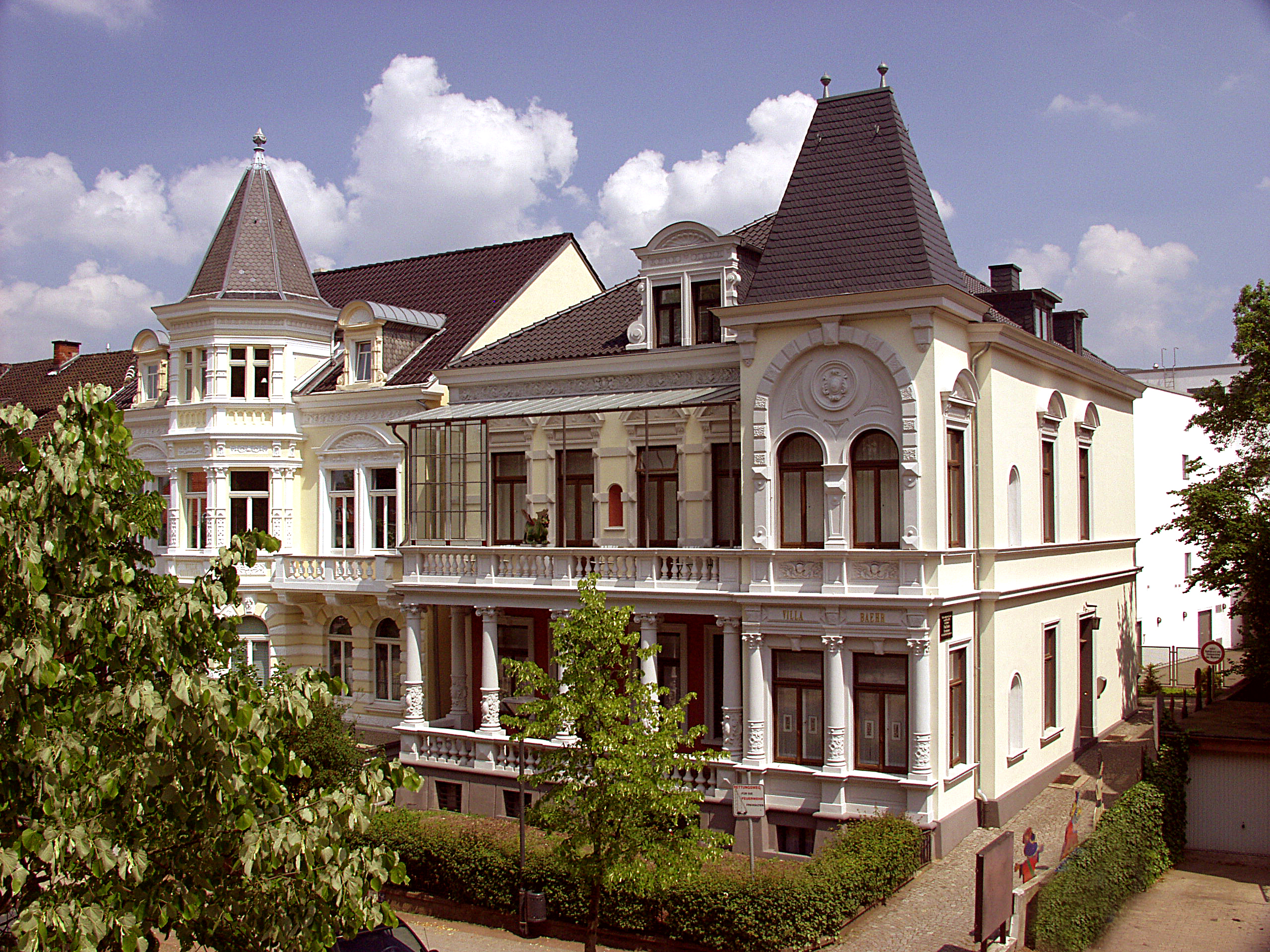

Paul Baehr wurde 1912 erster Ehrenbürger von Bad Oeynhausen. Er wurde 1894 als Freimaurer in die Loge „Wittekind zur Westfälischen Pforte“ in Minden und 1920 in die Loge „Zur heilbringenden Quelle“ in Bad Oeynhausen aufgenommen.
Er war Träger des Fürstlich-Lippischen Ritterkreuzes II. Klasse und des Roten Adlerordens IV. Klasse.

## Werke
- Gedichte. 1881.
- Erinnerungen an Oeynhausen. 14 Ansichten vom Bade und der Umgebung mit Gedichten.  Bad Oeynhausen 1885 (4. Auflage 1888).
- Bad Oeynhausen und seine Umgebung. Ein Führer.  Bad Oeynhausen 1885, (3. Auflage, 1895).
- Neues Buch der Lieder. Gedichte. Bad Oeynhausen 1885 (10. Auflage 1922).
- Die Örtlichkeit der Schlacht auf Idistaviso. Halle/Saale 1888, (Reprint Bad Oeynhausen, 2005). dig
- Vergleichung der Lyrik der Befreiungskriege mit der des deutsch-französischen Krieges 1870/1871. 1888.
- Max von Schenkendorf als patriotischer Dichter in seinen Liedern. 1888
- Chronik von Bad Oeynhausen. Bad Oeynhausen 1909, (Nachdruck Bielefeld 2009).